# Adenia welwitschii
Adenia welwitschii är en passionsblomsväxtart som först beskrevs av Maxwell Tylden Masters, och fick sitt nu gällande namn av Adolf Engler. Adenia welwitschii ingår i släktet Adenia och familjen passionsblomsväxter. Inga underarter finns listade i Catalogue of Life.